# Cuckney
Cuckney – wieś w Anglii, w Nottinghamshire, w dystrykcie Bassetlaw, w civil parish Norton and Cuckney. W 2011 civil parish liczyła 208 mieszkańców. Cuckney jest wspomniana w Domesday Book (1086) jako Chuchenai.